# Peggy Glanville-Hicks
Peggy Winsome Glanville-Hicks, född 29 december 1912, död 25 juni 1990, var en australisk kompositör och musikkritiker.

## Biografi
Peggy Glanville-Hicks föddes i Melbourne och studerade först komposition för Fritz Hart på Albert Street Conservatorium i Melbourne och sedan piano för Waldemar Seidel. Hon tillbringade åren mellan 1932 och 1936 som student vid Royal College of Music i London, där hon studerade piano för Arthur Benjamin, dirigering för Constant Lambert och Malcolm Sargent, samt komposition för Ralph Vaughan Williams. (Hon hävdade senare att temat som inleder Vaughan Williams fjärde symfoni var hämtat från hennes Sinfonietta för liten orkester (1935) och det förekommer även i hennes opera The Transposed Heads (1953)). Bland hennes lärare var även Egon Wellesz i Wien och Nadia Boulanger i Paris.
Peggy Glanville-Hicks blev den första australiensiska kompositören vars verk (hennes Koralsvit) framfördes vid en Internationella samfundet för samtida musik (ISSM) Festival (1938).
Från 1949 till 1955 arbetade hon som musikkritiker på New York Herald Tribune, efterträdande Paul Bowles, och arbetande under Virgil Thomson. Hon fortsatte att komponera och var musikchef på Museum of Modern Art i New York. Hon blev amerikansk medborgare 1949. Efter att hon lämnat USA bodde hon i Grekland mellan 1957 och 1975. I USA ombad hon George Antheil att revidera hans Ballet Mécanique för en modern slagverksensemble till en konsert som hon hjälpte till att anordna. År 1966, efter flera år med sviktande synförmåga, diagnosticerades hon med en hjärntumör, vilken opererades bort, och hon återfick synen. En biverkning av operationen var emellertid att hon förlorade smaksinnet.
Peggy Glanville-Hicks avled i Sydney 1990. Hon hade återvänt till Australien på uppmaning från musikern James Murdoch och andra. Murdoch skrev också hennes biografi. Hennes testamente stipulerade etableringen av "Peggy Glanville-Hicks Composers' House" i hennes hem i Paddington i Sydney, som en hemvist för australiensiska och utländska kompositörer. Organisationen New Music Network instiftade Peggy Glanville-Hicks Address till hennes minne 1999.

## Musik
Peggy Glanville-Hicks instrumentalverk består bland annat av Sinfonia da Pacifica (i tre korta satser, påbörjad 1952 på en båtfärd från New Orleans tillbaka till hennes hem i Australien, och framförd första gången året därpå i Melbourne); Etruscan Concerto för piano och orkester; Concerto romantico för viola och orkester; och Sonata för harpa, framförd av Nicanor Zabaleta 1953; inspelad av Marshall McGuire på CD:n Awakening, verket utnämndes till "Most Performed Contemporary Classical Composition" på APRA Music Awards of 1996.
Peggy Glanville-Hicks mest kända operor är The Transposed Heads och Nausicaa. The Transposed Heads består av sex scener med libretto av kompositören efter Thomas Mann, och hade premiär i Louisville, Kentucky, den 3 april 1954. Nausicaa komponerades 1959–1960 och hade premiär i Athen 1961. Librettot är hämtat från romanen Homeros' dotter av Robert Graves och stöder teorin att Odysséen, tillskriven Homeros, i själva verket är en historia berättad av kvinnor. Glanville-Hicks besökte Graves på Mallorca 1956 och arbetade med sin vän Alastair Reid med att slutföra librettot. Premiären blev en stor händelse i operavärlden och ansågs som en triumf för Glanville-Hicks, men operan har aldrig spelats sedan dess.
Peggy Glanville-Hicks sista opera, Sappho, komponerades 1963 för San Francisco Opera i förhoppningen om att Maria Callas skulle sjunga titelrollen. Men operahuset avvisade verket och det har aldrig satts upp. År 2012 spelades operan in av Jennifer Condon och Gulbenkian Orchestra, och med Deborah Polaski i titelrollen.

## Privatliv
Peggy Glanville-Hicks var gift med den brittiske kompositören Stanley Bate, som var homosexuell, från 1938 till 1949, då de skildes. Hon gifte sig med journalisten Rafael da Costa 1952; paret skildes året därpå. Hon hade också förhållanden med Mario Monteforte Toledo och Theodore Thomson Flynn. Liksom Bate var många av de män som Glanville-Hicks stod nära homosexuella; hon hade få nära kvinnliga vänner och klädde sig ofta i manliga kläder. Hon stod nära den amerikanske författaren och kompositören Paul Bowles, och de förblev nära vänner hela livet, även om de sällan sågs efter hans flytt till Marocko 1947.

## Verk
- Caedmon, opera (1933)
- Concertino da camera (1946)

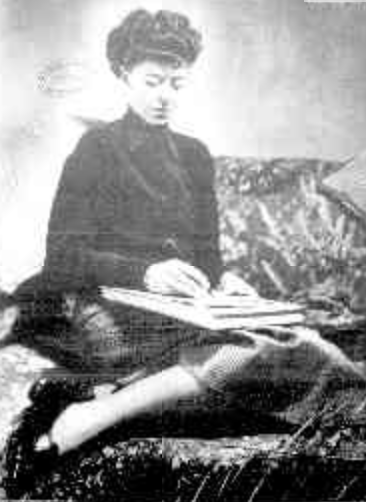
Glanville-Hicks 1938

- Letters from Morocco, för tenor och liten orkester (1952)
- Sinfonia da Pacifica (1952–1953)[25]
- The Transposed Heads, opera efter romanen De ombytta huvudena av Thomas Mann (1953)
- Three Gymnopedies, för oboe, celesta, harpa, stråkar (1953)[26]
- Etruscan Concerto, för piano och kammarorkester (1956)
- Concerto Romantico, för viola och kammarorkester (1956)
- The Glittering Gate, opera (1957)
- The Masque of the Wild Man, balett (1958)
- Pelude for a Pensive Pupil, för piano (1958)
- Nausicaa, opera (1961)
- Sappho, opera, (1963), uppsatt 2012.
- Saul and the Witch of Endor, TV-balett (1964)
- Tragic Celebration (Jephtha's Daughter), balett (1966)[25]